# Condyloderes multispinosus
Condyloderes multispinosus is een soort in de taxonomische indeling van de stekelwormen.
De diersoort behoort tot het geslacht Condyloderes en behoort tot de familie Centroderidae. De wetenschappelijke naam van de soort werd voor het eerst geldig gepubliceerd in 1962 door McIntyre.